# Sepioloidea
Genre
Sepioloidea est un genre de mollusques céphalopodes de la famille des Sepiadariidae.

## Liste des espèces
Selon BioLib (22 avril 2024) :
- Sepioloidea jaelae Santos, Bolstad & Braid, 2022
- Sepioloidea lineolata (Quoy et Gaimard, 1832)
- Sepioloidea magna Reid, 2009
- Sepioloidea pacifica (Kirk, 1882)
- Sepioloidea virgilioi Santos, Bolstad & Braid, 2022